# Splodgenessabounds
Gli Splodgenessabounds sono un gruppo punk inglese formatosi a Keston e capitanato da Max Splodge, unico componente stabile.

## Discografia parziale

### Album in studio
- 1981 - Splodgenessabounds (Deram Reords)
- 1982 - In Search Of The Seven Golden Gussets (Razor Records)
- 1991 - A Nightmare On Rude Street (Receiver Records)
- 2000 - I Don't Know
- 2001 - The Artful Splodger

### Singoli
- 1980 - Simon Templar / Michael Booth's Talking Bum / Two Pints of Lager and a Packet of Crisps Please (Deram Records)
- 1980 - Two Little Boys / Horse / Sox / Butterfly (Deram Records)
- 1981 - Cowpunk Medlum / Brown Paper / Have You Got a Light Boy? / Morning Milky (Deram Records)

## Formazione

### Originale
- Max Splodge - voce
- Chrissie (Baby Greensleeves) - seconda voce
- Miles Flat - chitarra
- Pat Thetic Noble - chitarra
- Roger Rodent - basso
- Winston Forbes - tastiera

### Successive
In I Don't Know
- Max Splodge - voce
- Darryl Barth / Garry Lammin / Phil Astronaut - chitarra
- Ravi Wanker - sitar
- Ian Whitehouse - batteria

In The Artful Splodger
- Max Splodge - voce
- Darryl Barth - chitarra
- Würzel / Garry Lammin - chitarra
- Micky Fitz - seconda voce